# ضفدع إغريقي
ضفدع إغريقي (الاسم العلمي: Rana graeca) (بالإنجليزية: Greek frog)‏ هي نوع من البرمائيات يتبع جنس الضفدع الحقيقي من فصيلة الضفادع الجنوبية.